# Serie A 1975-1976 (pallavolo femminile)
La Serie A italiana di pallavolo femminile 1975-76 fu la 31ª edizione del principale torneo pallavolistico italiano femminile organizzato dalla FIPAV.
Il titolo fu conquistato dalla Valdagna Scandicci, al terzo trionfo consecutivo; la Torre Tabita Catania scontò un punto di penalizzazione per la rinuncia alla gara di Padova contro il CUS; Sacile si ritirò all'inizio del campionato.

## Classifica
| Pos. | Squadra                    | Pt | G  | V  | P  | SV | SP |
| ---- | -------------------------- | -- | -- | -- | -- | -- | -- |
| 1.   | Valdagna Scandicci         | 36 | 20 | 18 | 2  | 57 | 20 |
| 2.   | Burro Giglio Reggio Emilia | 34 | 20 | 17 | 3  | 54 | 22 |
| 3.   | Pallavolo Alzano Lombardo  | 28 | 20 | 14 | 6  | 48 | 26 |
| 4.   | Coma Modena                | 26 | 20 | 13 | 7  | 49 | 28 |
| 5.   | Metauro Fano               | 24 | 20 | 12 | 8  | 48 | 32 |
| 6.   | Nelsen Reggio Emilia       | 24 | 20 | 12 | 8  | 42 | 33 |
| 7.   | Torre Tabita Catania       | 15 | 20 | 8  | 12 | 38 | 43 |
| 8.   | Presolana Bergamo          | 10 | 20 | 5  | 15 | 18 | 52 |
| 9.   | Zagarella Palermo          | 8  | 20 | 4  | 16 | 22 | 51 |
| 10.  | La Secura Roma             | 8  | 20 | 4  | 16 | 21 | 52 |
| 11.  | CUS Padova                 | 6  | 20 | 3  | 17 | 17 | 55 |
| 12.  | Casagrande Sacile          | –  | 0  | –  | –  | –  | –  |

| Campione d'Italia | Ritirata |

## Risultati

### Tabellone
|                        | Alzano | Bergamo | Catania | Fano | Modena | Padova | Palermo | Reggio Emilia Arbor | Reggio Emilia La Torre | Roma | Sacile | Scandicci |
| ---------------------- | ------ | ------- | ------- | ---- | ------ | ------ | ------- | ------------------- | ---------------------- | ---- | ------ | --------- |
| Alzano                 | XXX    | 3-0     | 3-1     | 3-2  | 2-3    | 3-0    | 3-0     | 1-3                 | 3-0                    | 3-0  | –      | 1-3       |
| Bergamo                | 0-3    | XXX     | 1-3     | 1-3  | 0-3    | 3-1    | 3-1     | 0-3                 | 0-3                    | 0-3  | –      | 0-3       |
| Catania                | 2-3    | 3-0     | XXX     | 2-3  | 2-3    | 3-0    | 3-2     | 1-3                 | 3-1                    | 3-0  | –      | 1-3       |
| Fano                   | 2-3    | 3-0     | 3-1     | XXX  | 3-1    | 3-0    | 3-0     | 2-3                 | 3-0                    | 3-0  | –      | 1-3       |
| Modena                 | 3-1    | 3-0     | 3-0     | 2-3  | XXX    | 3-0    | 3-1     | 3-0                 | 2-3                    | 3-0  | –      | 2-3       |
| Padova                 | 0-3    | 2-3     | 3-0     | 3-2  | 0-3    | XXX    | 2-3     | 1-3                 | 0-3                    | 3-2  | –      | 0-3       |
| Palermo                | 0-3    | 1-3     | 1-3     | 0-3  | 0-3    | 3-0    | XXX     | 3-1                 | 2-3                    | 3-0  | –      | 0-3       |
| Reggio Emilia Arbor    | 3-0    | 3-0     | 3-1     | 3-0  | 3-2    | 3-0    | 3-1     | XXX                 | 3-1                    | 3-1  | –      | 3-1       |
| Reggio Emilia La Torre | 1-3    | 3-1     | 3-1     | 3-2  | 3-0    | 3-0    | 3-0     | 1-3                 | XXX                    | 3-0  | –      | 2-3       |
| Roma                   | 0-3    | 2-3     | 3-2     | 1-3  | 1-3    | 3-2    | 3-0     | 0-3                 | 1-3                    | XXX  | –      | 1-3       |
| Sacile                 | –      | –       | –       | –    | –      | –      | –       | –                   | –                      | –    | XXX    | –         |
| Scandicci              | 3-1    | 3-0     | 2-3     | 3-1  | 3-1    | 3-0    | 3-1     | 3-2                 | 3-0                    | 3-0  | –      | XXX       |

## Fonti
- Filippo Grassia e Claudio Palmigiano (a cura di). Almanacco illustrato del volley 1987. Modena, Panini, 1986.
- LegaVolley.it.